# Сану Шерпа
Сану Шерпа (нар. 1975) — непальський альпініст із Макалу, Санкхувасабха. 21 липня 2022 року він став першою людиною, яка двічі підкорила всі 14 восьмитисячників. Він здійснив своє перше сходження з усіх 14 восьмитисячників між 2006 і 2019 роками, ставши 42-ю людиною, якій це вдалося. Перш ніж почати скелелазіння як носильник, Сану раніше був пастухом у районі Санкхувасабха.
22 вересня 2022 року Сану знову піднявся на вершину Манаслу. Цього разу правильно до вершини. За чотири дні він знову був на тій самій вершині.  22 вересня 2022 року веб-сайт 8000ers.com включив Сану до так званого «нового списку» всіх підкорювачів 8000-ів, складеного сайтом Sherpa, поставивши Сану на четверте місце.
2006 року здійснив сходження на вершину свого першого восьмитисячника ( Чо Ойю ) в У жовтні 2019 року, після успішного підкорення Дхаулагірі, у засобах масової інформації було повідомлено, що Сану став третім непальцем (після інших шерпів Мінгма Шерпа) та Чханг Дава Шерпа), який піднявся на всі 14 гір вище 8000 метрів. Загалом на це йому знадобилося 13 років (2006-2019).
У липні 2022 року в ЗМІ з'явилося повідомлення про те, що Сану Шерпа, як перший альпініст, двічі піднімався на вершини всіх 14-ти восьмитисячників.
У липні 2022 року звіт, підготовлений дослідницькою групою під керівництвом Еберхарда Юргальського, визнав недійсними попередні сходження Сану на Манаслу (2011, 2016). Сану Шерпа сказав ЗМІ, що він ніколи не чув, що його два попередні сходження в районі Манаслу, завершилися не на справжніх справжній вершині-восьмитисячнику. «Отже, я хочу знову піднятися на вершину, цього разу на справжню»".
22. у вересні 2022 року Сану знову здійснив сходження на вершину Манаслу. Цього разу правильно до верху. Через чотири дні він знову був на тій самій вершині. 22 вересня 2022 року веб-сайт 8000ers.com включив Сану Шерпу до так званого «нового списку» всіх 8000ers, складеного сайтом, де Сану був поміщений четвертим.

## Перелік сходжень на восьмитисячники
- Аннапурна – 2016, 2021, 2022 роки
- Брод Пік – 2014, 2017
- Чо Ойю – 2006, 2008
- Дхаулагірі – 2019, 2021, 2022 роки
- Еверест – 2007, 2008, 2009, 2012, 2013, 2016, 2017
- Гашербрум II – 2019, 2022
- Гашербрум I – 2013, 2019, 2022
- К2 – 2012, 2021
- Канченджанга – 2014, 2022
- Лхоцзе – 2008, 2021, 2022
- Макалу – 2019, 2022
- Манаслу – 2010, 2011, 2016
- Нанга Парбат – 2017, 2018, 2022
- Шишапангма – 2006, 2011

## Дивіться також
- Нірмал Пурджа, альпініст з рекордом найшвидшого сходження з усіх чотирнадцяти найвищих вершин.